# Zelfi
Zelfi (auch Zulfi, Zulfy City, Al Zulfi oder Az Zilfi, amtlich محافظة الزلفي) ist eine Stadt in der Provinz Riad im Zentrum Saudi-Arabiens, etwa 260 Kilometer nordwestlich von Riad. Zelfi bildet auch ein Gouvernement der Provinz Riad. Die Al-Yamama/Tuwaiq-Bergkette beginnt in der Wüste nördlich von Al Zulfi.

## Lage
Zelfi liegt im Osten der Provinz Al-Qassim und im Herzen der historischen Region Najd. Es liegt etwa 70 Kilometer von Buraydah (der Hauptstadt der Provinz) und mehr als 290 Kilometer nördlich der saudischen Hauptstadt Riad.

## Geschichte
Obwohl der Ort manchmal mit einer von Yaqut und Al-Hamadani erwähnten antiken Siedlung namens Oryarh gleichgesetzt wird, reicht die Geschichte von Zelfi selbst bis ins dritte Jahrhundert zurück.
Während der vorislamischen Ära wurde die Siedlung an diesem Ort Zulifit oder Alkrm (Arabisch: الزلفات و الكَرَمُ) genannt und wurde Berichten zufolge vom Stamm der Banu Hanifa und Banu Tmym gegründet. Hajr diente als Hauptstadt der Provinz Al Yamamah, deren Gouverneure während der Umayyaden- und Abbasidenzeit für den Großteil Zentral- und Ostarabiens verantwortlich waren. Al-Yamamah löste sich 866 vom Abbasidenreich und das Gebiet fiel unter die Herrschaft der Ukhaydhiriten, die die Hauptstadt von Hajr ins nahegelegene Al Kharj verlegten. Danach erlebte die Stadt eine lange Niedergangsphase. Im 14. Jahrhundert schrieb der nordafrikanische Reisende Ibn Battuta über seinen Besuch in Hajr und beschrieb es als „die Hauptstadt von Al-Yamamah, und ihr Name ist Hajr“. Ibn Battuta beschreibt sie weiter als eine Stadt der Kanäle und Bäume, deren Einwohner größtenteils zu den Bani Hanifa gehörten, und berichtet, dass er mit ihrem Anführer weiter nach Mekka reiste, um den Hadsch durchzuführen.
Später zerfiel Hajr in mehrere separate Siedlungen und Anwesen. Die bekanntesten davon waren Migrin und Mikal, obwohl der Name Hajr weiterhin in der lokalen Volksdichtung auftaucht. 